# Locked Down
Locked Down es una película  estadounidense de comedia romántica y atracos dirigida por Doug Liman y escrita por Steven Knight. La película es protagonizada por Anne Hathaway y Chiwetel Ejiofor, con Stephen Merchant, Mindy Kaling, Lucy Boynton, Mark Gatiss, Claes Bang, Ben Stiller y Ben Kingsley en papeles secundarios.
Locked Down sigue a una pareja que planea ejecutar un atraco a una joyería. Fue escrita, financiada y filmada en su totalidad durante la pandemia de COVID-19. La película se estrenó en los Estados Unidos el 14 de enero de 2021 en HBO Max y recibió reseñas mixtas de los críticos.

## Reparto
- Anne Hathaway como Linda, la esposa separada de Paxton
- Chiwetel Ejiofor como Paxton, el esposo separado de Linda
- Stephen Merchant como Michael Morgan, jefe de seguridad de Harrods
- Mindy Kaling como Kate, excompañera de trabajo de Linda en Harrods
- Lucy Boynton como Charlotte
- Dulé Hill como David, medio hermano de Paxton
- Jazmyn Simon como María, esposa de David
- Ben Stiller como Guy, el jefe de Linda
- Ben Kingsley como Malcolm, el jefe de Paxton
- Mark Gatiss como Donald, compañero de trabajo de Linda
- Claes Bang como Essien, el dueño de la compañía de Linda.
- Sam Spruell como Martin, compañero de trabajo de Paxton
- Frances Ruffelle como Byrdie, vecina de Linda y Paxton
- Katie Leung como Natasha

## Producción
La película se anunció en septiembre de 2020 como Lockdown, con Doug Liman dirigiendo un guion que Steven Knight había escrito ese julio como un desafío. Se anunció que Anne Hathaway la protagonizaría, y el rodaje comenzaría a finales de ese mes en Londres. Chiwetel Ejiofor, Ben Stiller, Lily James, Stephen Merchant, Dulé Hill, Jazmyn Simon y Mark Gatiss también fueron anunciados como miembros del elenco. En octubre de 2020, Mindy Kaling, Ben Kingsley y Lucy Boynton se agregaron al elenco de la película, y Boynton reemplazó a James. Claes Bang, Sam Spruell y Frances Ruffelle fueron revelados como miembros del elenco en enero de 2021.
La película se rodó a lo largo de 18 días. Debido a los recursos limitados y al corto período de producción, fue necesario ajustar el orden de varias escenas, lo que obligó a Hathaway y Ejiofor a grabar sus líneas no memorizadas en el set. A pesar de los informes iniciales de que tenía un presupuesto de $10 millones, Liman insistió en que el costo real de la película "comenzaba con tres".
John Powell compuso la música para la película, lo que la convierte en la primera vez que trabajó con Doug Liman desde Fair Game en 2010.

## Estreno
La película fue adquirida rápidamente por HBO Max en diciembre de 2020, con la intención de un estreno a principios de 2021. Fue estrenada el 14 de enero de 2021 y es la primera película en tener la versión oficial renovada del logo de Warner Bros. diseñado por Pentagram y realizado por Devastudios, con el cielo y las nubes creados con Terragen, que luego recibió una nueva fanfarria compuesta por Ludwig Göransson, que se vio favorecida por sobre la composición de Billy Mallery y otros cuatro compositores.